# Прада
Прада (старији назив Фратели прада) италијански је модни завод, који је године 1913. основао у Милану Марио Прада. У својим почецима ово је била модна кућа која је продавала луксузне кожне производе и њихове допуне.
Фирма је постала у целосветском смислу позната када је пропадајуће предузеће наследила унука Мијуција Прада и посветила се креацији модних колекција и када је њен супруг Патрицио Бертели преузео управу над предузећем.
Прада поседује 250 продавница у 65 земаља света. Сарађује са познатим архитектима који предлажу продавнице у разним крајевима света.

## Историја

### Оснивање
Компанију су 1913. године основали Марио Прада и његов брат Мартино као продавницу кожне галантерије - Фратели Прада - у Милану, Италија.
Марио Прада је сматрао да не жене треба да имају улогу у послу, па је спречио чланове женске популације у оквиру породице да улазе у компанију. Мариов син није имао никаквих интереса за посао, тако да је његова ћерка Луиса Прада преузела Праду и водила је скоро двадесет година. Њена кћерка, Мијуција Прада, придружила се компанији 1970. године, на крају је преузела компанију од своје мајке 1978. године.
Мијуција је започела производњу водоотпорних ранчева. Она се састала са Патрицијем Бертелијем 1977. године, Италијаном који је у својој 24-ој години започео сопствени бизнис робе, а након тога се придружио компанији. Он је саветовао Мијуцију о пословању компаније, коју је водила. Савет је био да прекине увоз енглеске робе.

### Развој
Мијуција је наследила компанију 1978. године, када је продаја износила 450.000 америчких долара. Бертели је био њен пословни менаџер. Мијуција је имала могућност да спроведе своју креативност у дизајну компаније.
Она је издала свој први сет ранчева 1979. године. Израђивани су од чврстог војног црног најлона који је њен деда користио као облоге за парне каде. Почетни успех није био тренутан, јер је било тешко продати робу због недостатка реклама и високих цена.
Мијуција и Бертели су затим отворили робне куће и бутике широм света 1983. године. Прада је отворила други бутик у центру галерије Виторио Емануеле у Милану у шопинг-срцу, на месту претходног историјског London House-а који је водила Фелица Белини од 1870. до 1960. године, тако да подсећа на оригиналну радњу, али са елегантним и модерним контрастом.
Следеће велико издање је била најлонска торба. Исте године, кућа Праде почела је ширење широм континенталне Европе отварањем локација у истакнутим трговачким окружењима у Фиренци, Паризу, Мадриду и Њујорку. Линија ципела је такође објављена 1984. године. 1985. Мијуција је издала Класичну торбу за Праду која је постала сензација преко ноћи. Иако непрактична и чврста, њене елегантне линије и израда су имали луксуз који је постао потпис Праде.
1987. године Мијуција и Бертели су се венчали. Прада је лансирала своју женску конфекцију 1989. године, а дизајн је постао познат по својим луксузним и уским појасевима. Популарност Праде се повећала када је модни свет упознао луксузне линије, богате тканине и основне боје.
Логотип није био тако очигледан елемент као на торбама из других истакнутих луксузних брендова као што је Луи Вуитон. Покушала је да на тржишту надомести недостатак уложене примедбе, укључујући и одећу.

#### 1990-е
Прадина оригиналност ју је учинила једним од најутицајнијих модних кућа, а бренд је постао статусни симбол деведесетих.
Продаја је износила 70 милијарди долара, односно 31,7 милиона долара 1998. године. Патрицио ди Марко је задужио растући посао у Сједињеним Државама након што је радио за кућу у Азији. Био је заслужан у томе што су Прада торбе видно приказане у робним кућама, тако да су постале хит са модним уредницима. Наставак успеха Праде приписан је његовој теми working-class коју је Ђина Белафанте објавила у часопису The New York Times Magazine: „постала је елегантна у раним деведесетима, која је покренута ИПО“. Потом, тада муж и жена, Мијуција и Бертели су покренули серију Прада производа до којих је било тешко доћи.
1992. године покренута је модна робна марка Миу Миу, названу по надимку Мијуције. Миу Миу је послужио млађим потрошачима, као и познатим личностима. До 1993. године Прада је награђена наградом Савета за модне дизајне Америке.
Мушка конфекцијска колекција је покренута средином деведесетих. До 1994. године продаја је износила 210 милиона долара, а продаја одеће износи 20%. Прада је добила још једну награду од ЦФДА, 1995. године као дизајнер године. 1996. године сведочи о отварању бутика Праде од 1670 квадратних метара на Менхетну у Њујорку, највећем ланцу у то доба. До сада је Дом Праде радио на 40 локација широм света, од којих је 20 било у Јапану. Компанија је поседовала осам фабрика и других 84 произвођача као подизвођача у Италији. Мијуцијина Прада и Бертелијева компанија спојене су у Прапар Б. В. 1996. године. Име је, међутим, касније промењено у Прада Б. В., а Патрицио Бертели је именован за извршног директора луксузне компаније Прада.
Године 1997. Прада је остварила приход од 674 милиона долара. Исте године отворена је још једна продавница у Милану. Према Wall Street Journal, Бертели је разбио прозоре радње дан пре отварања, након што је постао јако незадовољан опремањем. Прада је такође стекла акције у групи Гучи. У јуну 1998. године, Бертели је добио камате од 9,5% на 260 милиона долара. Аналитичари су почели да шпекулишу да покушава да преузме Гучи групу. Међутим, мало вероватно, јер је Прада тада била мала компанија и у дуговима. Funding Universe наводи да је у најмању руку Прада имала глас као један од највећих акционара Гучија (10% поседовање би било потребно за право да затражи седиште) и да би постигао добитак уколико неко покуша да преузме преко Гучија. Међутим, Бертели је продао своје акције Моет-Хенеси-ју – Лоуис Вуитновом председнику Бернарду Арнаулту у јануару 1998. године за профит од 140 милиона долара. Арнаулт је заправо покушавао да преузме Гучи. У то време ЛВМХ купује модне куће и поседује Диор, Гивенчи и друге луксузне брендове. Међутим, Гучи је успео да га одбрани продајом 45% удела индустријалисти Франсоису Пинаулту, за 3 милијарде долара.
Прада је била одлучна да одржи водећи портфолио луксузних брендова, као што су Гучи група и ЛВМХ. Прада је у марту 1999. године купила 51% компаније Хелмут Ланг из Њујорка за 40 милиона долара. Лангова компанија је вредела око 100 милиона долара. Месец дана касније, Прада је платила 105 милиона долара како би имала потпуну контролу над Јил Сандер А. Г., немачком компанијом са годишњим приходом од 100 милиона долара. Куповина је добила Праду у Немачкој, а месецима касније Јил Сандер је поднела оставку као председавајућа своје фирме за имање. Church & Company, произвођач енглеских производа за ципеле, такође је преузета од стране Праде, када је Прада купила 83% компаније за 170 милиона долара. Заједничко улагање између Праде и Де Риго групе такође је формирано те године како би производили Прада наочаре. У октобру 1999. године Прада се придружила ЛВМХ-у и убедила Гучи да купи 51% удела у Римском Фенди СпА. Прада удео у куповини (25,5%) вреди 241,5 милиона долара од укупно 520 милиона долара које су платили оба, Прада и ЛВМХ. Прада је преузела дугове Фендија, јер друга компанија није добро финансирала.
Ове компаније довеле су Праду на врх тржишта луксузних производа у Европи. Приход се утростручио од 1996. на трилион долара. Упркос очигледном успеху, компанија је и даље била у дугу.

#### 2000-е
Спајање компаније и куповина осталих успорили су се у 2000-им. Међутим, компанија је потписала лабав договор са Азедине Ализа. Производи за негу коже у јединичним дозама уведени су у САД, Јапану и Европи 2000. године. Понуда за чишћење за 30 дана била је пласирана по малопродајној цени од 100 америчких долара. Да би успела у отплати дугова од преко 850 милиона долара, компанија је планирала да на јунској берзи уврсти 30% компаније на Миланску берзу у јуну 2001. године. Међутим, понуда је успорила након смањења трошкова луксузне робе у Сједињеним Државама и Јапану. Током 2001. године, под притиском његових банкара, Бертели је продао 25,5% удела Праде у Фендију за ЛВМХ. Продаја је повећала само 295 милиона долара.
До 2006. године продате су ознаке Хелмут Ланг, Ејми Фејрклу, Гхее и Џил Сандер. Џил Сандер је продат приватном власништву компаније Change Capital Partners, коју је предводио Лук Вандевелде, председник компаније Carrefour, док је ознака Хелмут Ланг сада у власништву јапанске модне компаније Link Theory. Прада се још опоравља од дуга Фенди. Недавно је 45% удела бренда Church & Company продато компанији Equinox.
Модна ревија Прада пролеће/лето 2009, одржана 23. септембра 2008. године у Милану, добила је злогласну покривеност због чињенице да су сви модели на писти попадали - неколико њих се саплело, док су два модела пала испред фотографа, а гледаоци су морали да им помогну да устану. Они су скинули ципеле како би наставили ходање. Још један модел (Сигрид Агрен) чак је морала да се заустави и врати се током финалне шетње јер више није могла да хода у својим високим штиклама. На интервјуу одмах после изложбе, један модел је изјавио: „Имала сам панични напад, руке су ми се тресле. Штикле су биле толико високе.“ Дизајнер Мијуција Прада, с друге стране, није кривила висину штикли, али јесте мале свилене чарапе, које су биле клизаве и померане унутар ципела, спречавајући тиме да ноге модела имају чврсто приањање на подлогу. Мијуција Прада је такође уверавала да ће ципеле продате у продавницама имати нижу пету, и да ће се мале чарапе пришити у ципеле како би се спречило даље клизање. Међутим, многи модисти су с правом тврдили да ће чарапе, једном зашивене у ципеле, бити непрактичне за употребу јер их је немогуће опрати и тиме ће се брзо запрљати. Сходно томе, ципеле никада нису биле комерцијално продате.
Према магазину Fortune, Бертели планира повећање прихода компаније до 5 милијарди долара до 2010. године.
Прада је главни купац турске кожне фабрике Деса, коју је турски Врховни суд прогласио кривим за нелегално отпуштање радника који су се придружили синдикату. Кампања Clean Clothes Campaign, организација за радна права са седишптем у Европи, позвала је Праду да осигура да се у фабрици поштује слобода удруживања. 30. јануара 2013. године кампања Clean Clothes Campaign је објавила: „Надлежност синдиката се наставља у добављачу Праде“.
6. маја 2011. године, Хонгконг берза је оптужена за одобравање Прада ИПО током случаја Прадине дискриминације коју је Прада на крају победила. Женске невладине организације и члан законодавног већа Хонгконга и творца закона Ли Чеукјан протестовали су испред Hong Kong Stock Exchange.
2005. године инсталација је направљена неколико миља од најближег града у Тексасу. Назив уметничког дела назван је Прада Марфа, а подсећа на бутик Прада. Сврха овога је била да се продавница прошири на околину.
Бренд је наведен на Hong Kong Stock Exchange-у како би прикупио 2,14 милијарди долара, али није успио да испуни очекивања ААП-а 17. јуна 2011. године и Блумберг-а.
Прада је у 2015. години остварила промет од 3.551,7 милиона евра, што је за 1% више него у 2014. години, док је бруто оперативни профит пао за 16,5% на 954,2 милиона евра.
У јулу 2016. године, Прада одећа постала је доступна за куповину преко Интернета по први пут путем Интернет портала и MyTheresa.

## Бизнис данас
Претходни модели и глумци Праде су Дариа Вербови, Гема Вард, Ванесса Акенте, Суви Копонен, Али Стивенс, Влада Росљакова и Саша Пивоварова, који су се појавили у рекламним кампањама Праде шест узастопних сезона након отварања изложбе писте из Праде 2005. Прада музику је компоновао Фредерик Санчез.

### Бутици
Прада је упослила архитекте, нарочито Рем Кулхаса, и Херцог и де Меурона, како би дизајнирали водеће продавнице на различитим локацијама. Двоструки мегастор отворен је у Куала Лумпуру крајем 2008. године. Прада је наручила неуобичајену вишенаменску зграду звану Прада Трансформер у Сеулу. И 2009. године отворена је нова радња на шеталишту Венеција у Милану, коју је дизајнирао архитекта Роберт Бакиоки, фокусирајући се на колекцију Prada Made to Order. У јуну 2012, Прада се вратила на Блиски исток отварањем свог највећег бутика икада у Дубаију – Mall of the Emirates.

### Сатови
Производња сатова започета је 2007. године, а обустављена 2012. године. Један од Прадиних модела, Prada Link, компатибилан је са блутут технологијом и може се повезати са LG Prada II мобилним телефоном.

### Парфеми
- PRADA за жене, 2004.
- Tendre за жене, 2006.
- PRADA Amber pour Homme (Prada Man) за мушкарце, 2006.
- Benjoin (Essence exclusive N°9) за жене, 2007.
- Infusion d'Iris за жене, 2007.
- Infusion d'Homme за мушкарце, 2008.
- L'eau ambrée за жене, 2009.
- Prada Amber pour Homme Intense за мушкарце, 2011.
- Prada Candy за жене, 2011.
- Prada Olfactories collection, 2015.
- La Femme Prada за жене и L'Homme Prada за мушкарце, 2016.
- La Femme Prada Intense за жене и L'Homme Prada Intense за мушкарце, 2017.
- La Femme Prada L'eau за жене, 2017

Од 2003. године парфеми Прада припадају компанији Пуиг.

### LG Prada мобилни телефони
У мају 2007, Прада је започела производњу мобилних телефона с компанијом LG Electronics. На основу ове сарадње настала су три мобилна телефона: LG Prada (КЕ850), LG Prada II (КF900) и LG Prada 3.0.

### Амерички куп и Прада куп
28. септембра 2017. године од стране Royal New Zealand Yacht Squadron најављено је да ће Прада бити генерални спонзор Challenger Selection Series на Америчком купу 2021. године, надјачавајући улогу Лоуис Вуитона започету још 1983. године.
Challenger Selection Series која је била Лоуис Вуитон куп, сада ће бити позната као Прада куп, а Америчку куп утакмицу ће представити Прада. Биће одржан у Окланду, Нови Зеланд, јануара 2021.
Треба напоменути да ако се због природне катастрофе или других непланираних околности догађај спречи да се одржи у Окланду, одржаће се у Италији.

## Тужба против дискриминације
Рина Боврисе је 10. децембра 2009. године поднела тужбу против Праде Јапана оптужујући их да дискриминирају жене на радном мјесту које нису биле младе и привлачне. Пре суђења Боврисе је потврдила своје тврдње да медији окупљају подршку међу активистичким групама након свег публицитета. Прада је потврдила клевету карактера. У октобру 2012. године судија Окружног суда у Токију Ређо Мориока пресудио је у корист Праде, рекавши да је њихова наводна дискриминација прихватљива за луксузну модну етикету. Боврисе је тврдила да суд није био фер и оптужила судију. Боврисе је поднела своје тврдње о дискриминацији у Уред високог комесара за људска права Уједињених нација за економска, социјална и културна права . Комитет је, без помињања Бовриса, издао извештај јапанској влади позивајући их да доносе прописе којима би сексуално узнемиравање на радном месту било незаконито. Од јануара 2014. године Прадина контратужба је још увек у току.

## Истрага о утаји пореза
Од 2014. године, италијанска тужилаштва истражују Праду због евентуалне утаје пореза након што је компанија луксузне робе открила непријављен опорезиви доходак. Прада СпА председник Мијуција Прада, главни извршни директор Патрицио Бертели и књиговођа Марко Саломони су именовани за могуће непријављене или лажне пореске захтеве. Председавајућа Праде се суочава са истрагом пошто се наводи да је компанија избегла скоро 400 милиона фунти у порезу преношењем услуга у иностранству. Италијански лист Corriere della Sera изјавио је да су Прада и Бертели платили 420 милиона евра (571 милион долара) италијанској пореској агенцији за решавање њихових пореских послова. У извештају се такође наводи да су двојица били под истрагом упркос поравнању.